# Famille Duhesme
La famille Duhesme est une famille subsistante d'ancienne bourgeoisie, dont une branche fut anoblie au XIXe siècle. Elle est originaire de Bourgneuf en Saône-et-Loire.
Elle se distingue dans le métier des armes depuis la période du Premier Empire. Depuis le XIXe siècle, les Duhesme recensent dix-huit décorés de la Légion d'honneur.
La branche aînée, issue de Jean-Marie Duhesme (1725-1796) notaire à Bourgneuf, donna Guillaume Philibert Duhesme, général et comte de l'Empire en 1814, pair de France en 1815, dont les enfants furent maintenus nobles en 1825. Cette branche qui donna trois généraux s'éteignit en 1905.
La branche cadette, séparée de la branche aînée au XVIIIe siècle et issue de François Marie Duhesme (1730-1817), avocat puis juge au tribunal de Chalon-sur-Saône, subsiste de nos jours. Cette branche compte plusieurs officiers dans l'armée dont deux généraux et des membres de la Légion d'honneur.

## Histoire
Selon un article d'Albert Albrier dans la revue La Bourgogne (1869), la famille Duhesme dont on trouve des porteurs du nom à Couches, Saint-Julien-sur-Dheune, Chamilly, Saint-Berain, au Bourgneuf-Val-d'Or, etc., est originaire de l'Autunois.
Selon Gustave Chaix d'Est-Ange, la famille Duhesme est originaire de Bourgneuf-Val-d'Or, en Bourgogne.
Selon un article de L. Gallas dans les Mémoires de la Société d'histoire et d'archéologie de Chalon-sur-Saône (1930), on la trouve dans le village de Bourgneuf-Val-d'Or dès le XVIIe siècle avec François Duhesme qui y est chirurgien en 1648. Marié à Anne Deslande, il eut six enfants dont Isaac-François Duhesme qui suit.
Isaac-François Duhesme (1649-1731), chirurgien à Bourgneuf-Val-d'Or et à Givry fut le père de Jean-Baptiste Duhesme (1698-1751), marchand et bourgeois du lieu du Gratoux à Saint-Eusèbe, qui de son mariage avec Marguerite Brenot eut Jean-marie Duhesme (1725-1796), notaire royal à Bourgneuf-Val-d'Or, marié à Marguerite Chauvot et père du général Guillaume Philibert Duhesme (1765-1815), comte de l'Empire par décret impérial du 21 février 1814.
Selon certaines sources, Jean-Baptiste Duhesme (1698-1751) marchand et bourgeois du lieu du Gratoux à Saint-Eusèbe, fut aussi le père de François Marie Duhesme (1730-1817), avocat puis juge au tribunal de Chalon-sur-Saône, marié le 24 août 1767 à Marcilly-lès-Buxy à Élisabeth Butty et auteur d'une branche cadette subsistante.
{{{annotations}}}

### Branche aînée (éteinte en 1905)
Guillaume Philibert Duhesme (1765-1815), fils de Jean-Marie Duhesme (1725-1796), notaire royal à Bourgneuf-Val-d'Or et de Marguerite Chauvot, devint général de la Révolution et de l'Empire et pair de France pendant les Cent Jours,. Tué à la bataille de Waterloo le 20 juin 1815, il fut grand-officier de la Légion d'honneur et créé comte de l'Empire par décret impérial du 21 février 1814,. De son mariage avec Marie-Françoise Burger (qui se remaria à Charles de Suremain, lieutenant général en 1816), il eut deux fils : Charles-Guillaume-Eugène et Xavier-Hippolyte-Léon et une fille, Anne-Madeleine-Isaure,.
Les deux fils et la fille de Guillaume Philibert Duhesme furent maintenus nobles sous la seconde Restauration, par lettres patentes du roi Charles X du 26 février 1825, en raison de l'édit de novembre 1750 qui reconnaissait la noblesse héréditaire aux officiers généraux et à leurs enfants. Ils obtinrent en même temps le règlement de leurs armoiries,.
L'aîné, Charles-Guillaume-Eugène dit le comte Duhesme (1799-1842), officier d'ordonnance du roi Louis-Philippe, épousa en 1832 Marie-Jeanne-Berthe Defrance, fille du général comte Defrance. Leur fils unique Guillaume-Jean-Gaston, comte Duhesme, général de division en 1892, commandeur de la Légion d'honneur, fut confirmé, par décret impérial du 8 décembre 1860, dans la possession héréditaire du titre de comte conféré à son grand-père en 1814. Il est mort en 1905 sans laisser de postérité de son mariage, en 1865 avec Jeanne-Amélie Niel, fille du maréchal de France Adolphe Niel,.
Le cadet, Xavier-Léon Duhesme (1810-1870), mort des suites de blessures reçues à l'ennemi, fut général de division en 1865 et grand-officier de la Légion d'honneur. De son mariage avec Marie-Louise Aubernon, fille du député Joseph Victor Aubernon, il eut une fille unique Louise-Antoinette († 1869), mariée à Roger de Scitivaux de Greische,.

### Branche cadette (subsistante)
{{{annotations}}}
Cette branche cadette, séparée au XVIIIe siècle, a pour auteur François Marie Duhesme (1730-1817), avocat puis juge au tribunal de Chalon-sur-Saône, marié le 24 juillet 1761 à Marcilly-lès-Buxy à Élisabeth Butty, fille d'un apothicaire à Chalon-sur-Saône (parmi les témoins figure Jean-Marie Duhesme, notaire royal au Bourgneuf). Il fut le père de Lazare Duhesme (1763-1841), contrôleur des personnels de la guerre, conservateur des forêts, qui de son mariage avec Éléonore Burger eut Jules Duhesme (1798-1882), inspecteur des forêts puis directeur des forêts (jusqu'en 1852) du domaine privé du roi Louis-Philippe et chevalier de la Légion d'honneur. Marié en 1835 à Élisa Hanonnet, il eut pour fils Georges Duhesme, colonel de cavalerie, marié à Marie-Joséphine Juglar, fille du peintre Victor Henri Juglar, dont postérité.
Cette branche, qui subsiste de nos jours, a donné plusieurs officiers dans l'armée dont deux généraux et de nombreux membres de la Légion d’honneur.
Cette famille est représentée au Jockey Club de Paris.

## Généalogie simplifiée
- François Duhesme, chirurgien à Bourgneuf en 1648, ép. Anne Deslande
  - Isaac-François Duhesme (1649-1731), chirurgien à Bourgneuf et à Givry, fixé au Gratoux à Saint-Eusèbe.
    - Jean-Baptiste Duhesme (1698-1751), marchand et bourgeois du Gratoux, ép. Madeleine Brenot.
      - Jean-Marie Duhesme (1725-1797), notaire royal à Bourgneuf-Val-d'Or, marié  en 1756 à Marguerite Chauvot (auteur de la branche aînée éteinte).
        - Guillaume Philibert Duhesme (1766-1815), comte de l'Empire, général de division, pair de France, grand-officier de la Légion d'honneur, mort à Waterloo, ép. Marie Madeleine Burger (remariée à Jean-Baptiste de Suremain).
          - Charles Guillaume Eugène Duhesme[8] (1799-1842), dit le comte Duhesme, chef d'escadron de cavalerie, officier d'ordonnance du roi Louis-Philippe, chevalier de la Légion d'honneur. Marié en 1832 à Marie-Jeanne-Berthe Defrance.
            - Guillaume Jean Marie Gaston, comte Duhesme[9] (1833-1905), saint-cyrien, général de division, inspecteur général de cavalerie, commandeur de la Légion d'honneur, chevalier de l'ordre de l'Épée de Suède. Marié à Jeanne-Amélie Niel. Mort sans postérité dernier de sa branche.

          - Xavier Hippolyte Léon Duhesme (1810-1870)[10], saint-cyrien, général de division, grand-officier de la Légion d'honneur, chevalier de l'ordre de l'Épée de Suède, compagnon de l'ordre du Bain, inspecteur général de cavalerie. Marié à Marie-Louise Aubernon, dont une fille unique Louise-Antoinette († 1869).

      - François Marie Duhesme (1730-1817), avocat au parlement puis juge au tribunal de Chalon-sur-Saône, ép. le 24 juillet 1761 à Marcilly-lès-Buxy Élisabeth Butty.
        - Lazare Duhesme (1763-1841), contrôleur des personnels de la guerre, conservateur des forêts, ép. Éléonore Burger
          - Jules Duhesme (1798-1882), inspecteur des forêts puis directeur des forêts (jusqu'en 1852) du domaine privé du roi Louis-Philippe 1er, chevalier de la Légion d'honneur. Marié à Élisa Hanonnet.
            - Louis Georges Ernest Duhesme[11] (1840-1914), colonel de cavalerie, officier de la Légion d'honneur. Marié à Joséphine Juglar.
              - Jean Jules Eugène Duhesme[12] (1878-1945), saint-cyrien, général de brigade, officier de la Légion d'honneur, décoré de la croix de guerre (1914-1918). Marié à Solange Baron de Montbel.
              - Jacques Gaston Georges Duhesme[13] (1884-1960), diplômé d'HEC, officier, secrétaire général de la Banque de Syrie et du Grand-Liban, chevalier de la Légion d'honneur. Marié à Yvonne Brémard.
              - Georges Victor Guillaume Duhesme[14] (1886-1977), polytechnicien, officier, directeur de compagnie d'assurance, chevalier de la Légion d'honneur, décoré de la croix de guerre (1914-1918). Marié à Madeleine Collin.
              - François Aloys Duhesme[15] (1892-1975), colonel, officier de la Légion d'honneur, décoré de la croix de guerre (1914-1918) et de la croix de guerre (1939-1945). Marié à  Marie Thiérion de Monclin.
                - Guy François Jean Marie Duhesme[16] (1924-2005), saint-cyrien, général de corps d'armée, gouverneur militaire de Nancy, chef de corps de la 4e division blindée, de la 61e division militaire territoriale, de la 2e brigade mécanisée et du 12e régiment de chasseurs, commandeur de la Légion d'honneur, grand-croix de l'ordre national du Mérite. Marié à Nicole Simon.
                  - Gérard François Marie Duhesme[17] (1953-), saint-cyrien, diplômé de l'école supérieure de guerre et de l'Institut polytechnique, colonel d'artillerie et de cavalerie, chef de corps du 1er régiment de hussards parachutistes, officier de la Légion d'honneur. Marié à Alix de Bonet d'Oléon.
                  - Bruno Robert Guillaume Duhesme[18]  (1959-), saint-cyrien, diplômé de l'école de guerre, colonel d'artillerie et de cavalerie, chevalier de la Légion d'honneur. Marié à Florence Drouets.

                - Renaud Georges Henri Duhesme[19] (1929-1990), saint-cyrien, colonel de l'arme blindée et cavalerie, officier de la Légion d'honneur. Marié à Thérèse de Chauveron, fille du résistant Pierre de Chauveron.
                - Hubert Marie Robert Bernard Duhesme (1934-2013), saint-cyrien, diplômé de l'école de cavalerie, colonel de cavalerie, officier à l'état-major de l'armée de terre, chevalier de la Légion d'honneur. Marié à Régine Falcon de Longevialle.

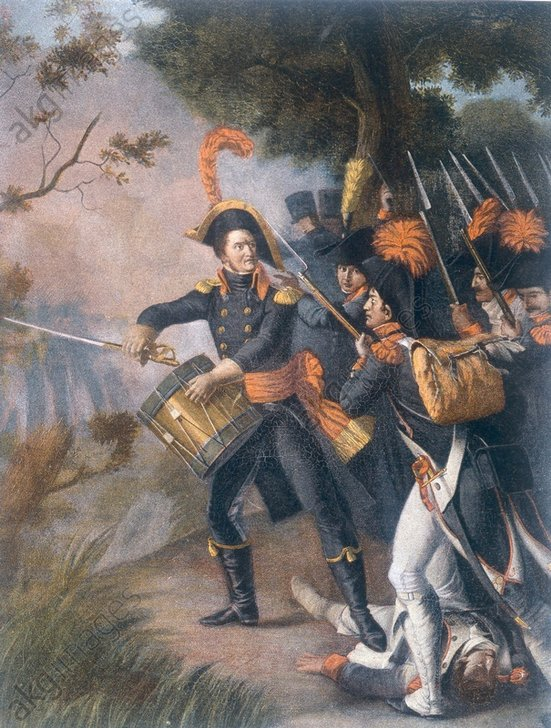
Guillaume Philibert, comte Duhesme
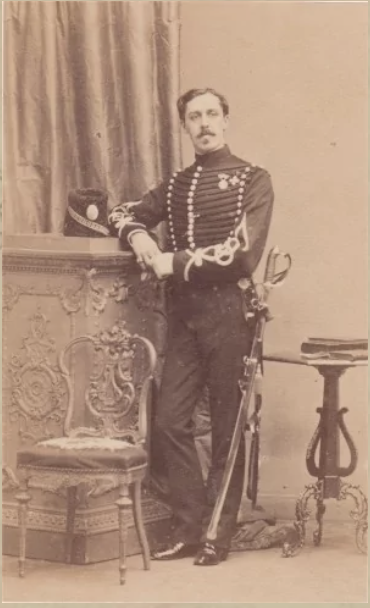
Gaston, comte Duhesme

## Alliances
Les principales alliances de la famille Duhesme  sont: Deslande, Brenot, Chauvot (1756), Burger, de Sarrieu (1824), Defrance (1832), Aubernon (1844), Niel (1865), de Scitivaux (1866) (branche aînée); Evain (1903), Brémard (1912), Baron de Montbel (1911), Thiérion de Monclin (1923), Olivari, de Maistre (1937), des Monstiers-Mérainville, de Hercé, de Chauveron (1951), Falcon de Longevialle (1965), etc.

## Postérité
- Le nom du général Guillaume Philibert Duhesme, comte de l'Empire est gravé sous l'Arc de triomphe de l'Étoile, 8e colonne et sur les tables de marbre de la salle des batailles du château de Versailles.
- La mort du général Guillaume Philibert Duhesme est romancée par Victor Hugo dans les Misérables au XIIIème chapitre du premier livre, consacré à la bataille de Waterloo.
- Caserne Duhesme à Mâcon, aujourd'hui siège du Conseil départemental de Saône-et-Loire.
- Mausolée Duhesme
- Rue Duhesme, dans le 18e arrondissement de Paris.
- Passage Duhesme
- Avenue du Général Duhesme à Waterloo, Belgique
- Rue Général Duhesme à Chalon-sur-Saône
- Lac Duhesme au Canada.